# Metacyatholaimus papillatus
Metacyatholaimus papillatus is een rondwormensoort uit de familie van de Cyatholaimidae. De wetenschappelijke naam van de soort is voor het eerst geldig gepubliceerd in 2003 door Vidakovik, Travizi & Boucher.